# Douglas Sirk

Douglas Sirk, 1929

Douglas Sirk (Geburtsname: Hans Detlef Sierck; * 26. April 1897 in Hamburg-Eimsbüttel; † 14. Januar 1987 in Lugano, Schweiz) war ein deutscher Film- und Bühnenregisseur. Sierck arbeitete zunächst in Deutschland als Theater- und Filmregisseur. Wegen seiner jüdischen Ehefrau und politischen Gegnerschaft zum Nationalsozialismus flüchtete Sierck Ende 1937 aus Deutschland. Nach seinem ersten amerikanischen Film 1943 konnte er sich dort erfolgreich unter dem Namen Douglas Sirk als Regisseur etablieren. Sirk drehte in den 1950er-Jahren Film-Melodramen, die stilbildend für das Genre wirkten und zahlreiche positive Rezensionen und Analysen in der Fachpresse erhielten.

## Leben und Karriere

### Leben bis zur Machtergreifung 1933
Detlef Sierck verbrachte als Sohn eines Volksschullehrers und späteren Schulrektors seine Jugend in Hamburg. Ferienreisen mit den Großeltern gingen häufig nach Skagen in Jütland (Dänemark). Sierck war an Kunst und Kultur interessiert und wurde darin von seinem Vater gefördert. Seine Großmutter mütterlicherseits ging mit ihm regelmäßig ins Kino. Nach dem Abitur wurde er zum Ende des Ersten Weltkriegs noch eingezogen und war Seekadett bei der Kaiserlichen Marine. Von 1918 an studierte er Rechtswissenschaft in München, dann kurze Zeit in Freiburg, ohne das Studium zu beenden. Er wechselte die Fakultät und studierte danach zunächst in Jena, ab 1920 bei Ernst Cassirer in Hamburg Philosophie. Außerdem hörte er kunstgeschichtliche Vorlesungen bei Erwin Panofsky und arbeitete nebenher als Redakteur bei der Neuen Hamburger Zeitung. Er besuchte regelmäßig Theater, Kinos, Oper, Konzerte und Ausstellungen und malte auch selbst. 1922 gab Sierck sein Studium auf. Im selben Jahr erschien seine Übersetzung von Shakespeare-Sonetten in Buchform.
1920/21 wurde Sierck auf Vermittlung Richard Dehmels Hilfsdramaturg am Deutschen Schauspielhaus in Hamburg, 1921/22 wurde er zum Dramaturgen befördert. 1922 führte er dort erstmals Regie. Da Sierck in Hamburg keine Stücke von Shakespeare aufführen durfte, ging er nach 1922/23 nach Chemnitz. Als das Theater in Chemnitz in finanzielle Probleme geriet, bildeten die Schauspieler und übrigen Mitarbeiter ein Kollektiv, dessen Direktor Sierck wurde. Gespielt wurden populäre Komödien.
In dieser Zeit wurde das Bremer Schauspielhaus auf Sierck aufmerksam und lud ihn als Gastregisseur ein. 1923 inszenierte er dort u.a Henrik Ibsens Stützen der Gesellschaft mit Albert Bassermann in der Hauptrolle. Seine Arbeit fand Anerkennung, und er wurde von 1923/24 bis 1929 Oberspielleiter am Bremer Theater. Dort inszenierte er Stücke von Arthur Schnitzler, darunter Anatols Hochzeitsmorgen, sowie Der Turm von Hugo von Hofmannsthal. 1930 inszenierte er Brechts Dreigroschenoper.
Sierck war in erster Ehe vom 19. Mai 1926 an mit der Theaterschauspielerin Lydia Brincken verheiratet, die auch nach der Trennung seinen Namen behielt. Mit ihr hatte er einen 1925 geborenen Sohn, den Schauspieler Klaus Detlef Sierck. Die Ehe wurde am 15. Dezember 1928 in Bremen geschieden. Am 27. Februar 1929 heiratete Sierck in Berlin-Schöneberg die Schauspielerin Hilde Jary.

### Leben nach der Machtergreifung
Im Herbst 1929 war Sierck zum Intendanten des Alten Theaters in Leipzig ernannt worden. Dort inszenierte er unter anderem das Stück Der Sacco-Vanzetti-Prozeß. Kurz nach der Machtergreifung der Nationalsozialisten im Jahr 1933 stand das von Kurt Weill und Georg Kaiser verfasste antinazistische musikalische Bühnenspiel Der Silbersee vor der Uraufführung. Die Premiere wurde verschoben und fand am 19. Februar gleichzeitig in Leipzig, Erfurt und Magdeburg statt. Aufführungen des Stückes wurden zuerst in Magdeburg durch Schlägertrupps der SA gestört. In Leipzig fanden noch mehrere Aufführungen statt, über die die örtlichen Zeitungen wohlwollend berichteten, ehe sich die Nazis durchsetzten und das Stück absetzten. Der jüdische Generalmusikdirektor, Gustav Brecher, musste bei der Aufführung am 4. März 1933 vor nationalsozialistischen Schlägern aus dem Konzertsaal flüchten und ging daraufhin mit seiner Frau ins Exil. Auch Kurt Weill verließ kurze Zeit später mit seiner Frau Deutschland.
Daraufhin verlegte sich Sierck einige Zeit auf Gastinszenierungen im Ausland. 1934 wich er zum Film aus. Von der UFA, der nach der durch die Nationalsozialisten erzwungenen Flucht namhafter Künstler gute Regisseure fehlten, erhielt er einen Vertrag als Regisseur. Ende 1935 wurde Sierck durch Hans Schüler als (zunächst kommissarischer) Leiter des Alten Theaters ersetzt, woraufhin er sich ganz dem Film zuwandte.
Schon 1934 inszenierte er seinen ersten Kurzfilm, im Jahr darauf seinen ersten abendfüllenden Film, Stützen der Gesellschaft, und war in den darauffolgenden Jahren verantwortlich für große Erfolge wie den Film Schlußakkord von 1936. 1937 war er maßgeblich am Erfolg von Zarah Leander beteiligt, die er 1937 als Regisseur der Filme Zu neuen Ufern und La Habanera in Deutschland zum Star machte. Wegen seines Erfolges mit Zarah Leander erhielt Sierck 1937 seinen Reisepass zurück, den man ihm aufgrund einer Denunziation vorläufig entzogen hatte. Diese Gelegenheit nutzten Sierck und seine Ehefrau Hilde Jary, die jüdischer Herkunft war. Das Paar verließ Deutschland 1937 und ging über die Niederlande zunächst nach Frankreich, dann in die USA. Grund für die hastige Flucht waren offenbar auch Denunziationsversuche dieser Ehe durch Siercks erste Ehefrau. Sierck sah nach der Flucht sein einziges Kind nicht wieder, da Klaus Detlef Sierck 1944 an der Ostfront fiel.

### Karriere in Hollywood
In den USA nannte sich Sierck Douglas Sirk und betrieb mit seiner Ehefrau eine Hühnerfarm, was er im Nachhinein als die glücklichste Zeit seines Lebens beschrieb. Zu anderen deutschen Exilanten in Hollywood pflegte er nur wenig Kontakt, da diese bei gemeinsamen Treffen nur herabwürdigend und hasserfüllt über Amerika gesprochen hätten. Er knüpfte erste Kontakte in die Filmindustrie und versuchte sich auch als Drehbuchautor. Eine Chance für ihn als Regisseur ergab sich 1942 nach dem Attentat auf Heydrich und dem Massaker von Lidice. Die US-Regierung wollte die Bereitschaft der amerikanischen Bevölkerung, in den Zweiten Weltkrieg einzutreten, verstärken und einen Antinazifilm drehen lassen. 1942 gab die kleine Produktionsfirma PRC Sirk einen ersten Regieauftrag für einen Film mit dem Titel Hitler’s Madman über Heydrich und Lidice. Der Film wurde von Metro-Goldwyn-Mayer (MGM) angekauft und bedeutete Sirks Durchbruch.
1944 folgte das elegant inszenierte Melodram Sommerstürme nach dem Stück Ein Drama auf der Jagd von Anton Tschechow. Die Kritiker lobten die intelligente Umsetzung der Vorlage, insbesondere die sensible Führung der Schauspieler, darunter Linda Darnell. In den folgenden Jahren inszenierte Sirk Filme in unterschiedlichen Genres. 1948 wurde Sirk von Claudette Colbert persönlich ausgewählt, Regie bei dem Film noir Schlingen der Angst zu führen.
Nach Ende des Krieges versuchte Sirk 1949 erneut, in Deutschland Fuß zu fassen, doch kehrte er bald zurück nach Hollywood, wo er bei Universal Pictures seine neue künstlerische Heimat fand. In den 1950er Jahren wurde Sirk einer der erfolgreichsten Regisseure, deren Markenzeichen das Melodram war. Gemeinsam mit dem Produzenten Ross Hunter drehte er von 1953 an einige der stilvollsten Filme dieses Genres, oft Neuverfilmungen älterer Produktionen von Universal Pictures. Im Film All meine Sehnsucht, der das Schicksal einer von Barbara Stanwyck gespielten Frau mit zweifelhafter Vergangenheit schildert, fand Sirk zu seiner endgültigen Formensprache. In seinen Filmen kämpft stets das Individuum gegen die konformistischen, restriktiven Verhaltenskodizes der Gesellschaft um einen Platz für seine Gefühle. In Jane Wyman fand Sirk seine ideale Darstellerin für gefühlvoll geschilderte Frauenschicksale. Die beiden Filme Die wunderbare Macht von 1954 und Was der Himmel erlaubt von 1955 waren an der Kinokasse erfolgreich, fanden aber bei Kritikern nur ein geteiltes Echo. Zugleich sorgten sie für den Aufstieg des Schauspielers Rock Hudson zum Topstar von Universal Pictures. In den folgenden Jahren drehte Sirk Filme, die als einige der besten Melodramen der Kinogeschichte gelten: In den Wind geschrieben, Es gibt immer ein Morgen, Duell in den Wolken, Zeit zu leben und Zeit zu sterben. Besonders durch Letzteren, eine Adaption des gleichnamigen Romans von Erich Maria Remarque (mit Liselotte Pulver), gewann Sirk den Respekt der Begründer der Nouvelle Vague, Jean-Luc Godard und François Truffaut, die sich begeistert zeigten vom innovativen Einsatz neuer Techniken wie Cinemascope und Technicolor für die Schilderung auch sensibler, intimer Momente.
1959 drehte Sirk mit Solange es Menschen gibt mit Lana Turner und Sandra Dee in den Hauptrollen seinen letzten und finanziell erfolgreichsten Film. Der Streifen bot eine zurückhaltende Studie über Rassenvorurteile und die Unfähigkeit, Gefühle und Karriere zu vereinen. Juanita Moore wurde für ihre Darstellung einer aufopfernden Mutter für einen Oscar als beste Nebendarstellerin nominiert.

### Rückkehr nach Europa
Auf diesem Höhepunkt seines Erfolges in Hollywood verabschiedete sich Sirk aus den USA, wo er nach eigenen Angaben nie viele Freundschaften geschlossen hatte, und suchte nach größerer Freiheit bei der Themenwahl seiner Filme. Sirk plante in Frankreich einen Film über das Leben des Malers Maurice Utrillo, erkrankte aber und entschied sich nach seiner Genesung, kein anstrengendes Filmprojekt mehr beginnen zu wollen. Angebote, wieder bei Filmen Regie zu führen, lehnte er ab.
Das Ehepaar Sirk kehrte nicht nach Deutschland zurück, sondern zog nach Lugano in der italienischsprachigen Schweiz. Dort verbrachte das Paar den Rest seines Lebens. In den 1960er Jahren führte Sirk sporadisch Regie an Theatern in Deutschland, vor allem am Hamburger Thalia-Theater und am Münchener Residenztheater. Von 1974 bis 1978 war er Gastdozent an der Hochschule für Fernsehen und Film München; Rainer Werner Fassbinder besuchte einen seiner Kurse. Daneben war Sirk an einigen studentischen Kurzfilmen beteiligt. 1978 erhielt Sirk für sein Lebenswerk den Deutschen Filmpreis und 1986 den Bayerischen Filmpreis. Er starb 1987 im Alter von 89 Jahren in Lugano.

## Würdigung
Sirk gehört zu den heute meistgeschätzten Regisseuren der 1950er Jahre. Damals war dies jedoch anders: Zwar waren seine Filme beim Publikum beliebte Kassenerfolge, doch die meisten Kritiker verachteten sie als „schnulzig und kitschig“. Nachdem er von den Filmemachern der Nouvelle Vague in den 1960er-Jahren als Beispiel für einen Autorenfilmer gelobt wurde, gilt Sirk inzwischen als einer der angesehensten Filmemacher aus dem Hollywood der Studiosystem-Ära. Seine Melodramen aus den 1950er-Jahren erhielten dabei die größte Aufmerksamkeit, Inszenierungen in anderen Genres von ihm sind noch weniger untersucht oder werden als schwächer angesehen.
Auch andere Aspekte in Sirks Werk fanden Würdigung, darunter die hervorragende Kameraarbeit sowie die vielen Symbole, die er oft in seine Mise en Scène eingebaut hatte: Beispielhaft setzt er in Was der Himmel erlaubt immer wieder vergitterte Fenster ein, um die Gefangenheit der Figuren in ihren Konventionen auszudrücken, und mehrmals lässt er im Film ein Reh als Symbol auftreten. Auch sein Einsatz von Farbe wird oft kommentiert – die meisten seiner Technicolor-Filme zeichnen sich durch ansprechende, allerdings fast übertrieben wirkende Farben aus. Die Farben unterstrichen die Künstlichkeit der amerikanischen Gesellschaft, vergrößern aber zugleich durch ihre Farbdramaturgie den emotionalen Aspekt der Filmhandlung. So übte Sirk in seinen Werken immer wieder unterschwellig Kritik am repressiven Lebensstil und den strengen Gesellschaftsregeln in Amerika: „Sirks Melodramen handeln von Menschen, die in ihren Häusern und gesellschaftlichen Moralvorstellungen gefangen sind.“
Rainer Werner Fassbinder äußerte sich teilweise ekstatisch über die filmischen Qualitäten von Sirk und gab stets unumwunden zu, von seinem Werk beeinflusst worden zu sein. Auch Pedro Almodóvar und Kathryn Bigelow zählen ihn zu ihren Vorbildern. Todd Haynes drehte im Jahr 2002 mit Dem Himmel so fern ein erfolgreiches und in den 1950er-Jahren spielendes Melodram, das thematisch wie visuell an Sirks Filme angelehnt ist. Wim Wenders nannte Sirk einen „Dante der Soap Operas“, der meisterhaft in der Lage gewesen sei, die mit dem American Dream verbundenen Schattenseiten in dramatischen Bildern zu vermitteln. Quentin Tarantino äußerte, gerne einmal einen Film im Stile von Sirks Melodramen drehen zu wollen, allerdings fürchte er, dass dieser vom Publikum höchstens noch ironisch verstanden werden könne. In Tarantinos Pulp Fiction wird in einer Szene ein sogenanntes „Douglas-Sirk-Steak“ bestellt. Auch Guillermo del Toro benannte Sirk 2018 in seiner Oscar-Dankesrede als Einfluss auf sein filmisches Schaffen.

### Douglas-Sirk-Preis
Das Filmfest Hamburg vergibt seit 1995 den Douglas-Sirk-Preis jährlich an eine Persönlichkeit, die sich um die Filmkultur und die Filmbranche verdient gemacht hat.

## Filmografie
- 1935: April, April! (und niederländische Fassung als T’was één april (Co-Regie mit Jaques van Tol) 1936)
- 1935: Stützen der Gesellschaft
- 1935: Das Mädchen vom Moorhof
- 1936: Schlußakkord
- 1936: Das Hofkonzert
- 1937: Zu neuen Ufern
- 1937: La Habanera
- 1939: Boefje
- 1943: Hitler’s Madman
- 1944: Sommerstürme (Summer Storm)
- 1946: Ein eleganter Gauner (A Scandal in Paris)
- 1947: Angelockt (Lured)
- 1948: Schlingen der Angst (Sleep, My Love)
- 1949: Unerschütterliche Liebe (Shockproof)
- 1949: Leicht französisch (Slightly French)
- 1950: Mystery Submarine
- 1951: Beichte eines Arztes – Die erste Legion (The First Legion)
- 1951: Schwester Maria Bonaventura (Thunder on the Hill)
- 1951: Spielschulden (The Lady Pays Off)
- 1951: Ein Wochenende mit Papa (Week-End with Father)
- 1952: Hat jemand meine Braut gesehen? (Has Anybody Seen My Gal)
- 1952: No Room for the Groom
- 1953: Meet Me at the Fair
- 1953: Eine abenteuerliche Frau (Take me to Town)
- 1953: All meine Sehnsucht (All I Desire)
- 1954: Taza, der Sohn des Cochise (Taza, Son of Cochise)
- 1954: Die wunderbare Macht (Magnificent Obsession)
- 1954: Attila, der Hunnenkönig (Sign of the Pagan)
- 1955: Wenn die Ketten brechen (Captain Lightfoot)
- 1955: Was der Himmel erlaubt (All that Heaven Allows)
- 1956: Es gibt immer ein Morgen (There’s Always Tomorrow)
- 1956: Nur Du allein (Never Say Goodbye) (ungenannte Regie-Mitarbeit)
- 1956: In den Wind geschrieben (Written on the Wind)
- 1957: Der letzte Akkord (Interlude)
- 1957: Der Engel mit den blutigen Flügeln (Battle Hymn)
- 1957: Duell in den Wolken (The Tarnished Angels)
- 1958: Zeit zu leben und Zeit zu sterben (A Time to Love and a Time to Die)
- 1959: Solange es Menschen gibt (Imitation of Life)
- 1976: Sprich zu mir wie der Regen (Kurzfilm, Co-Regie)
- 1978: Silvesternacht – Ein Dialog (Kurzfilm, Co-Regie)
- 1979: Bourbon Street Blues (Kurzfilm, Co-Regie)

## Dokumentarfilme
Douglas Sirk – Hope as in Despair. Dokumentarfilm, Schweiz, Frankreich, Deutschland, 2022, 76 Min., Regie: Roman Hüben.